# Províncies de Nova Caledònia
Les Províncies de Nova Caledònia són la divisió administrativa establerta a la Col·lectivitat d'Ultramar de Nova Caledònia des de 1985, i que apleguen les 33 comunes de Nova Caledònia.

## Establiment
La primera divisió administrativa de Nova Caledònia fou atorgada per l'estatut Fabius - Pisani establert per la Llei de 23 d'agost de 1985: són les regions Sud, Centre, Nord i les Illes. Foren substituïdes per l'estatut Pons II posat en marxa el gener de 1988, amb quatre noves regions: Sud, Est, Oest i les illes.
Les actuals províncies, inclosa la província del Sud, foren creades com a resultat dels Acords de Matignon de 1988, per la Llei núm 88-1028 de 9 de novembre de 1988 sobre les disposicions legals i els preparatius per a la lliure determinació de Nova Caledònia el 1998 (art. 6), i es mantenen després de l'Acord de Nouméa, per la Llei orgànica núm 99-209 sobre Nova Caledònia (Títol IV). Tenen la condició de « Col·lectivitats territorials de la Républica ».

## Composició

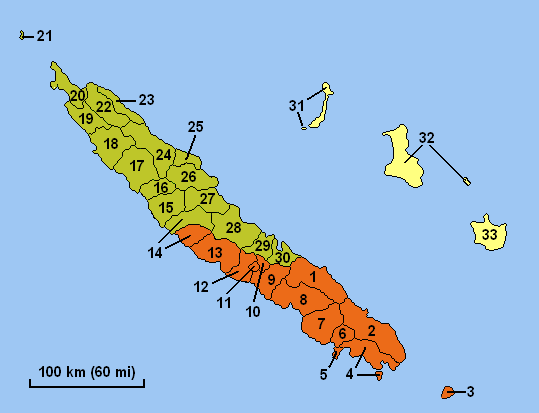
Mapa de la subdivisió administrativa de Nova Caledònia

Les províncies són :
| Emblema           | Nom                | capital    | Població (2009) | Superfície  | Densitat      | Núm de comunes |
| ----------------- | ------------------ | ---------- | --------------- | ----------- | ------------- | -------------- |
| Illes Loyauté     | Illes Loyauté      | Lifou (Wé) | 17.436 hab.     | 1 980,9 km² | 8,8 hab./km²  | 3              |
|                   | Província del Nord | Koné       | 45.137 hab.     | 9 582,6 km² | 4,7 hab./km²  | 16,5           |
| Província del Sud | Província del Sud  | Nouméa     | 183.007 hab.    | 7 012 km²   | 26,1 hab./km² | 13,5           |

## Competències
L'article 20 de la Llei Orgànica de 1999 estableix: "Cada província té jurisdicció en totes les matèries no atribuïdes a l'Estat o a Nova Caledònia per aquesta Llei, o a les comunes per la legislació aplicable a Nova Caledònia. Es troben al centre del dispositiu institucional sorgit de la signatura dels Acords de Matignon de 1988, on l'article 2 declara clarament: «l'administració i desenvolupament del Territori Federal de Nova Caledònia s'organitza en tres províncies », mentre que l'acord suplementari d'Oudinot assegura que « les províncies rebran una competència de dret comú que les permeti ser la força impulsora de la nova organització del Territori ». La creació d'un nivell intermedi real entre elles i l'Estat després de l'Acord de Nouméa de 1999 i la llei orgànica de 1999, però, limita la seva importància, fins i tot si encara tenen un camp d'acció particularment gran i coherent.
Les competències provincials inclouen: 
- Economia i Agricultura: cada província es dota per al desenvolupament econòmic d'un braç financer en forma d'una empresa de desenvolupament i gestió de les seves inversions en la seva totalitat (Societat per al Desenvolupament i la Inversió de les Illes Loyauté SODIL, Societat de Finançament i Inversions de la Província del Nord SOFINOR i Promosud):
  - ajudes financeres per al desenvolupament rural, l'ajuda en espècie (subministrament de plantes o animals) per a la construcció de projectes i d'inversió empresarial.
  - Inversió de capital a través de la participació financera en alguns projectes de desenvolupament econòmic per tal d'ajudar l'empresa a constituir-se de capital propi i alhora assegurar beneficis econòmics a la comunitat en forma de grans projectes industrials.
  - Permís de recerca (i per tant l'explotació) a les zones minaires.
  - Política de desenvolupament turístic
  - Desenvolupament turístic, agrícola a nivell provincial.
- Educació
  - Construcció, equipament i manteniment d'escoles,
  - Gestió administrativa dels mestres i professors de l'escola,
  - Gestió del mapa escolar,
  - Gestió dels internats
  - Adaptació dels programes a la realitat cultural i lingüística (per a la història, geografia, educació cívica, arts plàstiques, educació musical i l'ensenyament de llengües canac, en particular)
  - Assignació de beques escolars, borses i subvencions a l'ensenyament primari, secundària, tècnica i superior.
- Cultura: 
  - Organització d'esdeveniments culturals,
  - Assistència, iniciació i promoció de l'educació artística,
  - Identificació, protecció, preservació i promoció del patrimoni històric i cultural, i gestió i manteniment dels edificis històrics pertanyents a la província,
  - Ajuts i subvencions a organismes públics, associacions, artistes i propietaris d'edificis protegits.
- Joventut, esport i lleure: 
  - Construcció, manteniment i gestió administrativa de les instal·lacions esportives desenvolupades en l'àmbit provincial (estadis, ciclisme, les bases de vela i altres instal·lacions esportives),
  - Ajudes i subvencions a associacions esportives, clubs, lligues i associacions juvenils, l'organització de centres de vacances i d'oci,
  - Ajudes a la formació de monitors,
  - Assigna l'autorització per a constituir un centre d'esbarjo,
  - Organització d'activitats recreatives per als períodes de vacances de les escoles locals.
- Sanitat i acció social: 
  - Habitatge social: estableix el programa de construcció, les condicions i normes d'accés a l'habitatge social, participa en el seu finançament, en la decisió de la delegació de servei públic per a la construcció i gestió de l'habitatge amb les comunes, lluita contra l'habitatge precari, insalubritat i "okupes"
  - Ajudes socials: als ancians, discapacitats, a les seves famílies (subsidis pre i postnatals, subsidis per a pares de nens discapacitats, assistència social per als nens), habitatge, ocupació i formació,
  - Integració: creació i gestió dels llocs d'integració, programes d'integració per a joves amb problemes o desocupats,
  - Salut: instal·lació i gestió de centres de salut, atenció a les persones en dificultats (ajuda mèdica que els permeti accedir al suport, adaptació de les infraestructures per a gent gran i discapacitats) i els problemes interns a les famílies (relacions pare-fill, violència domèstica)
  - Suport tècnic i financer, ajudes i subvencions a les estructures i organitzacions per als nens petits, gent gran, persones amb discapacitat, d'allotjament i de reinserció social.
- Medi Ambient: 
  - Creació, desenvolupament (incloent rutes de senderisme), gestió i manteniment de parcs i reserves terrestres i marítims en el seu domini,
  - Gestió i desenvolupament dels recursos hídrics,
  - Ajuda financera a la pesca i l'aqüicultura,
  - Concessió de llicències a les instal·lacions classificades per a la protecció del medi ambient (CIEP) i els controls d'aquestes instal·lacions (fàbriques, abocadors, explotacions agrícoles o aqüícoles).
- Domini públic marítim: propietari, gerent i responsable de la conservació i millora de: 
  - Litoral : zona dels cinquanta passos geomètrics (banda litoral de 80 m) i espai guanyat al mar, llevat « drets de pas afectats » per la publicació de la llei orgànica de 1999 a l'Estat i les propietats privades o tradicionals
  - Sòl i subsòl de les aigües interiors i territorials, excepte els de les aigües de l'autoritat portuària que pertanyen a l'àmbit del transport marítim de Nova Caledònia, així com les illes no incloses en el domini terrestre provincial.
- Infraestructures: 
  - Urbanisme: la concessió de permisos de construcció i autoritzacions de parcel·lament i divisió, establiment de normes de construcció, inclosos els edificis oberts al públic
  - Transports: gestió, construcció i manteniment de la xarxa de carreteres provincials, gestió de xarxa de transports intercomunitaris (xarxa interurbana CarSud a l'aglomeració de Grand Nouméa, essencialment del transport escolar a les altres províncies).

## Administració i política

### Assemblea provincial
Cada província està governada per una assemblea de diferents membres (14 per a les Illes Loyauté, 22 per a la província del Nord i 40 per a la Província del Sud) escollida cada cinc anys a partir d'una llista proporcional a una sola volta i d'acord amb la norma del més votat, amb un llindar del 5% mínim per a obtenir representació. Una part de cadascuna de les tres assemblees també és escollida per a formar el Congrés de Nova Caledònia (7 de les Illes Loyauté, 15 del Nord i 32 del Sud). El càrrec de conseller provincial és incompatible amb les de membre del Govern, el Senat Tradicional, el Consell Econòmic i Social i, normalment, de qualssevol assemblea deliberativa d'un altre territori de la República (elegit per a una assemblea provincial, assemblea territorial d'una col·lectivitat d'ultramar, d'un consell general, consell regional, o del Consell de París).
L'Assemblea Provincial elegirà un president i tres vicepresidents per a tota la durada del càrrec el divendres següent a l'elecció de les eleccions provincials en el dia de la constitució de l'assemblea, presidida pel diputat de més edat assistit pels dos més joves, a menys que no es reuneixi el quòrum de 3/5 dels seus membres. Si la majoria absoluta és necessària per obtenir un guanyador a les dues primeres rondes, n'hi ha prou amb una majoria simple en la tercera ronda. En cas d'empat en la tercera ronda, guanya el candidat de més edat.
Els seus membres es reparteixen entre vuit (a les illes Loyauté i del Nord) i 14 (la del Sud) comitès especialitzats en diverses àrees de la seva competència.
Es reuneix almenys dues vegades al mes, per convocatòria del seu president, i sempre que ho estimi convenient, a menys que al mateix temps se celebri una sessió del Congrés. L'Alt Comissionat, el Comissionat Adjunt a la província o un terç dels consells provincials poden demanar una convocatòria extraordinària de l'Assemblea, cosa que obliga al President a reunir-se dins de quinze dies, a menys que l'Alt Comissionat o el Comissionat Adjunt decideixin escurçar aquest període per raons d'emergència.
I si el president no la reuneix en aquell moment, el representant del mateix Estat pot convocar la reunió. El quòrum per a l'obertura de la reunió serà d'almenys la meitat dels membres de l'assemblea provincial. Les sessions són públiques, llevat que s'acordi una altra cosa pels membres de l'Assemblea per majoria absoluta dels votants, es fan en presència de l'Alt Comissionat o el seu representant qui té dret de veu i es reuneixen a l'Edifici Provincial que es troba de la capital de la col·lectivitat.
L'Assemblea legisla en la jurisdicció de la seva competència votant el pressupost i els projectes de les deliberacions preparats pel seu President, l'aprovació dels comptes i el seu reglament intern. Pot delegar algunes de les seves prerrogatives (excepte votar el pressupost, els comptes i el reglament intern) a la seva oficina. En contrapartida, controla les seves activitats i de l'administració provincial mitjançant informes periòdics que el president ha de rendir, inclòs el projecte anual de comptes de l'exercici pressupostari cada 1 de setembre sobre les activitats dels serveis administratius i de les contribucions financeres als capitals d'algunes societats o sobre les activitats de les empreses delegades de l'exercici d'un servei públic.

### President provincial
Com a executiu de la província, el president té les competències:
- President del gabinet (que, a més d'ell, inclou tres vicepresidents) i de les sessions de l'Assemblea que convoqui, estableix l'ordre del dia, i té un paper en l'àmbit policial fent mantenir l'ordre,
- Legislativa: prepara projectes per a la deliberació, participa en els debats i vota en l'assemblea de la qual segueix sent-ne membre de ple dret i, en cas d'empat en la votació, el seu vot és decisiu i decideix a favor o en contra del text
- Executiva: executa les deliberacions un cop aprovades i assegura la publicació al Diari Oficial de la Nova Caledònia les lleis de la Província,
- Tresorer de la col·lectivitat: és l'ordenador de la despesa, requereix l'execució dels ingressos i prepara el pressupost (i per tant participa en la seva votació)
- Cap de l'administració provincial: nomena tots els càrrecs dependents de la col·lectivitat, tot i que pot delegar la seva signatura a un cert nombre d'agents de la província (el secretari general, els caps de servei interessats, personal de rengle equivalent posats a disposició)
- Representant de la col·lectivitat i de la institució : gestiona el seu domini públic (i també negocia els contractes de compravenda, expedició de permisos i les delegacions de servei públic relacionades), la representa davant la justícia, davant d'altres institucions, del gran públic i a l'estranger,
- Control del Congrés : cada president provincial pot, en un termini de 15 dies després que una llei del país hagi estat aprovada pel Congrés, demanant que sigui examinada per l'Assemblea territorial. Si la segona opció d'aquesta última no sempre sembla satisfactòria, pot enviar-la al Consell Constitucional en els 10 dies següents.

Pot delegar qualsevol dels seus poders al seu vice-presidents. Aquests, en cas d'absència, el substitueixen (en l'ordre de precedència establert en el moment d'elecció de la mesa) per a presidir les deliberacions de l'assemblea. En cas de dimissió, de decés o d'incapacitat, l'assemblea ha d'elegir un successor en el termini d'un mes després del qual els vice-presidents, o el degà d'edat, proporcionen el president interí.

### Presidents de les Assemblees Provincials
- Illes Loyauté: 
  - 1989 - 1995: Richard Kaloï (FLNKS-Unió Caledoniana)
  - 1995 - 1999: Nidoïsh Naisseline (LKS)
  - 1999 - 2000[6] - 2004: Robert Xowie (FLNKS-UC, alcalde de Lifou 1995-2001)
  - 2004 - : Néko Hnepeune (FLNKS-UC, alcalde de Lifou 2001-)
- Província del Nord :
  - 1989 - 1999: Léopold Jorédié (FLNKS-UC puis FCCI a partir de 1998, alcalde de Canala 1989-1995)
  - 1999 - : Paul Néaoutyine (FLNKS-UNI-Palika, alcalde de Poindimié 1989 -)
- Província del Sud :
  - 1989 - 2004: Jacques Lafleur (RPCR, diputat 1978 - 2007)
  - 2004 - 2009: Philippe Gomès (Avenir ensemble després Calédonie ensemble a partir de 2008, alcalde de La Foa 1989 - 2008)
  - 2009 - : Pierre Frogier (Reagrupament-UMP)